# Доњи Црнобрег
Доњи Црнобрег (алб. Carabreg i Ulët/Qarrabregu i Poshtëm) је насељено место у општини Дечани, на Косову и Метохији. Према попису становништва из 2011. у насељу је живело 2.059 становника.

## Положај
Атар насеља се налази на територији катастарске општине Црнобрег површине 602 ha. Село се налази јужно Дечана.

## Историја
Под словенским именом Чрнобрег, село се први пут помиње 1330. године, у повељи српског краља Стефана Дечанског. По турском попису из 1485. године, село је имало 19 српских и један муслимански дом. У селу постоји црква Св. Николе и црква Св. Георгија, које се помињу у хрисовуљи Стефана Дечанског.

## Становништво
Према попису из 2011. године, Доњи Црнобрег има следећи етнички састав становништва:
| Националност       | 2011.         |
| Албанци            | 2055 (99.81%) |
| други и недоступно | 4 (0,19%)     |
| Укупно             | 2.059         |

| Демографија | Демографија | Демографија |
| Година      | Становника  | Становника  |
| ----------- | ----------- | ----------- |
| 1948.       | 673         |             |
| 1953.       | 698         |             |
| 1961.       | 898         |             |
| 1971.       | 1.247       |             |
| 1981.       | 1.523       |             |
| 1991.       | 1.697       |             |
| 2011.       | 2.059       |             |